# Rivière Patrick (vattendrag i Kanada, lat 48,04, long -72,70)
Rivière Patrick är ett vattendrag i Kanada.   Det ligger i provinsen Québec, i den sydöstra delen av landet, 400 km nordost om huvudstaden Ottawa.
I omgivningarna runt Rivière Patrick växer i huvudsak blandskog. Trakten runt Rivière Patrick är nära nog obefolkad, med mindre än två invånare per kvadratkilometer.